# 六分儀座35
六分儀座35，又名BD+05 2384，HD 92841、SAO 118449、HR 4193，是六分儀座的一颗恒星，视星等为5.79，位于銀經243.46，銀緯52.16，其B1900.0坐标为赤經10h 38m 9.4s，赤緯+5° 52.16′ 21″。